# Table de partitionnement

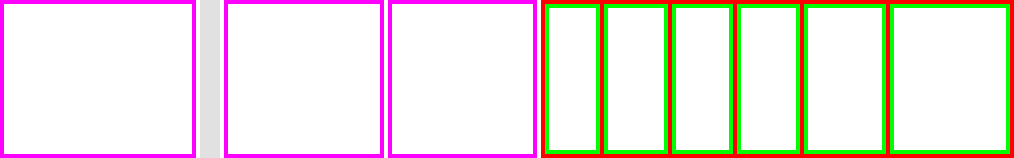
Exemple de table partitionnée

Une table de partitionnement (partition table, partition map) est stockée sur un disque dur (ou équivalent) et contient les informations nécessaires pour diviser un disque dur en tranches (slice) ou partitions (partition).
Le terme table de partitionnement est souvent associé à celle contenue dans le Master boot record mais peut aussi désigner plusieurs autres formats de table de partition comme GUID Partition Table, Apple partition map (en).

## Liste de table de partitionnement (non exhaustive)
- GUID Partition Table
- MS-DOS partition tables
- MIPS/DVH partition tables
- Amiga partition tables
- PC98 partition tables
- Sun disk labels
- BSD disklabel
- Macintosh partition maps
- System/390 (S/390)